# Pierre-Yves Ngawa
Pierre-Yves Ngawa (Liegi, 2 febbraio 1992) è un calciatore belga, difensore dell'RFC Liegi.

## Caratteristiche tecniche
Difensore duttile, può essere impiegato in tutti i ruoli della linea difensiva, pur prediligendo il lato destro del campo.

## Carriera

### Inizi ed esperienza ungherese
Dopo aver militato nelle giovanili delle due squadre della sua città natale, con il Racing FC Montegnée prima, e lo Standard Liegi poi, viene mandato in prestito, diciannovenne, al Sint-Truiden. Dopo due stagioni approda, sempre in prestito, nel massimo campionato ungherese all'Újpest, dove colleziona 28 presenze tra campionato e coppa. In Ungheria vince la Magyar Kupa che è il primo titolo della sua carriera. Nell'estate del 2014, terminato il contratto con lo Standard Liegi, torna in patria al Lierse, dove disputa una sola stagione, per poi disputare due stagioni nel Leuven.

### Avellino
Il 28 giugno 2017 si trasferisce all'Avellino, in Serie B, firmando con gli irpini un contratto biennale.
In occasione del secondo turno di Coppa Italia, contro il Matera, fa il suo debutto in gare ufficiali con i biancoverdi, subentrando al 42' della ripresa a Bidaoui. Esordisce in Serie B il 18 settembre 2017, disputando per intero il match contro il Venezia, pareggiato 1-1. Conclude la prima stagione irpina con 35 presenze totali tra Coppa Italia e campionato.

### Le nazionali
Vanta 35 presenze e 3 reti in quasi tutte le rappresentative giovanili del Belgio, in particolare 9 presenze e un gol con l'Under 21 belga.

## Statistiche

### Presenze e reti nei club
Statistiche aggiornate al 20 maggio 2018.
| Stagione              | Squadra               | Campionato            | Campionato | Campionato | Coppe nazionali | Coppe nazionali | Coppe nazionali | Coppe continentali | Coppe continentali | Coppe continentali | Altre coppe | Altre coppe | Altre coppe | Totale | Totale |
| Stagione              | Squadra               | Comp                  | Pres       | Reti       | Comp            | Pres            | Reti            | Comp               | Pres               | Reti               | Comp        | Pres        | Reti        | Pres   | Reti   |
| --------------------- | --------------------- | --------------------- | ---------- | ---------- | --------------- | --------------- | --------------- | ------------------ | ------------------ | ------------------ | ----------- | ----------- | ----------- | ------ | ------ |
| 2011-2012             | Sint Truidense        | D1                    | 15+3       | 1+0        | CB              | 3               | 0               | -                  | -                  | -                  | -           | -           | -           | 21     | 1      |
| 2012-2013             | Sint Truidense        | D2                    | 31         | 1          | CB              | 3               | 0               | -                  | -                  | -                  | -           | -           | -           | 34     | 1      |
| Totale Sint Truidense | Totale Sint Truidense | Totale Sint Truidense | 46+3       | 2          |                 | 6               | 0               |                    | -                  | -                  |             | -           | -           | 55     | 2      |
| 2013                  | Standard Liegi        | D1                    | 0          | 0          | CB              | 0               | 0               | EL                 | 1                  | 0                  | -           | -           | -           | 1      | 0      |
| 2013-2014             | Újpest                | NB1                   | 20         | 0          | CU              | 8               | 0               | -                  | -                  | -                  | -           | -           | -           | 28     | 0      |
| 2014-2015             | Lierse                | D1                    | 17+6       | 2+0        | CB              | 1               | 0               | -                  | -                  | -                  | -           | -           | -           | 24     | 2      |
| 2015-2016             | Leuven                | D1                    | 25         | 1          | CB              | 2               | 0               | -                  | -                  | -                  | -           | -           | -           | 27     | 1      |
| 2016-2017             | Leuven                | D2                    | 22+6       | 0          | CB              | 2               | 0               | -                  | -                  | -                  | -           | -           | -           | 30     | 0      |
| Totale Leuven         | Totale Leuven         | Totale Leuven         | 47+6       | 1          |                 | 4               | 0               |                    | -                  | -                  |             | -           | -           | 57     | 1      |
| 2017-2018             | Avellino              | B                     | 34         | 0          | CI              | 1               | 0               | -                  | -                  | -                  | -           | -           | -           | 35     | 0      |
| 2018-2019             | Foggia                | B                     | 5          | 0          | CI              | 0               | 0               | -                  | -                  | -                  | -           | -           | -           | 5      | 0      |
| Totale carriera       | Totale carriera       | Totale carriera       | 167+15     | 5          |                 | 20              | 0               |                    | 1                  | 0                  |             | 0           | 0           | 198    | 5      |

## Palmarès

### Club

#### Competizioni nazionali
- Coppa d'Ungheria: 1

Újpest: 2013-2014